# Zomer met Art
Zomer met Art was een talkshow die uitgezonden werd op RTL 4. In de zomer van 2019 presenteerde Art Rooijakkers samen met wisselende bekende personen - in deze context zomerdates genoemd - gasten met wie onder meer actuele onderwerpen werden besproken en was er ruimte voor live-muziek. Rooijakkers werd bijgestaan door radio-dj en YouTube-bekendheid Bram Krikke en Gwen van Poorten die als verslaggevers optraden. Producent van Zomer met Art was Blue Circle dat eveneens verantwoordelijk was voor RTL Late Night.

## Over het programma
Nadat RTL Late Night - als laatste gepresenteerd door Twan Huys - door tegenvallende kijkcijfers van de buis was gehaald, moest RTL op zoek naar een nieuwe invulling voor de late avond. Ter overbrugging tot het nieuwe seizoen, vulde RTL tot de zomer van 2019  het late night timeslot onder meer met De zwakste schakel. In de zomer wilde de zender met Zomer met Art een 'vrolijk zomerprogramma' neerzetten.
Zomer met Art bevatte diverse vaste rubrieken, waaronder 'de eeuw van mijn dochters', waarin de naamgever van het programma zich afvraagt hoe de wereld eruit zal zien als zijn kinderen later opgegroeid zijn. De rubriek is gekomen in navolging van een serie columns die Rooijakkers eerder voor Het Parool schreef.

## Zomerdates
Zoals eerder vermeld, presenteerde Rooijakkers zijn zomertalkshow vijf dagen met afwisselende bekende Nederlanders. Enkele van deze 'zomerdates':
- Ellie Lust
- Erica Terpstra
- Evi Hanssen
- Gert Verhulst
- Katja Schuurman
- Merel Westrik
- Richard Groenendijk